# Hungarian Grand Prix 2024 - Qualificazioni singolare
Le qualificazioni del singolare del Hungarian Grand Prix 2024 sono state un torneo di tennis preliminare per accedere alla fase finale della manifestazione disputate il 13 e 14 luglio 2024. Le vincitrici dell'ultimo turno sono entrate di diritto nel tabellone principale. In caso di ritiro di una o più giocatrici aventi diritto, a questi sono subentrati i Lucky loser, ossia le giocatrici che hanno perso nell'ultimo turno ma che avevano una classifica più alta rispetto alle altre partecipanti che avevano comunque perso nel turno finale.

## Teste di serie
1. Ana Bogdan (primo turno)
2. Ella Seidel (ultimo turno, lucky loser)
3. Lucija Ćirić Bagarić (primo turno)
4. Veronika Erjavec (primo turno)
5. Ekaterina Makarova (qualificata)
6. Kateryna Baindl (ritirata)

1. Katarina Zavac'ka (ultimo turno, ritirata)
2. Julija Avdeeva (primo turno)
3. Carole Monnet (qualificata)
4. Miriam Bulgaru (qualificata)
5. Tena Lukas (ultimo turno, ritirata)
6. Simona Waltert (qualificata)

## Qualificate
1. Miriam Bulgaru
2. Gergana Topalova
3. Carole Monnet

1. Amarissa Tóth
2. Ekaterina Makarova
3. Simona Waltert

### Lucky loser
1. Ella Seidel

## Tabellone

### Legenda
| - Q = Qualificato - WC = Wild card - LL = Lucky loser | - ALT = Alternate - SE = Special Exempt - PR = Protected Ranking | - w/o = Walkover - r = Ritirato - d = Squalificato |

### Sezione 1
|  | Primo turno | Primo turno    | Primo turno    | Primo turno | Primo turno |  |  | Ultimo turno | Ultimo turno   | Ultimo turno | Ultimo turno | Ultimo turno |  |
|  |             |                |                |             |             |  |  |              |                |              |              |              |  |
|  | 1           | Ana Bogdan     | Ana Bogdan     | 2           | 4           |  |  |              |                |              |              |              |  |
|  |             | Anna Sisková   | Anna Sisková   | 6           | 6           |  |  |              | Anna Sisková   | 4            | 6            | 63           |  |
|  | WC          | Gréta Nemcsek  | Gréta Nemcsek  | 1           | 1           |  |  | 10           | Miriam Bulgaru | 6            | 1            | 7            |  |
|  | 10          | Miriam Bulgaru | Miriam Bulgaru | 6           | 6           |  |  |              |                |              |              |              |  |

### Sezione 2
|  | Primo turno | Primo turno      | Primo turno      | Primo turno | Primo turno |  |  | Ultimo turno | Ultimo turno     | Ultimo turno | Ultimo turno | Ultimo turno |  |
|  |             |                  |                  |             |             |  |  |              |                  |              |              |              |  |
|  | 2           | Ella Seidel      | Ella Seidel      | 7           | 7           |  |  |              |                  |              |              |              |  |
|  |             | Lola Radivojević | Lola Radivojević | 5           | 5           |  |  | 2            | Ella Seidel      | 6            | 3            | 3            |  |
|  |             | Gergana Topalova | Gergana Topalova | 6           | 6           |  |  |              | Gergana Topalova | 3            | 6            | 6            |  |
|  | 8           | Julija Avdeeva   | Julija Avdeeva   | 3           | 1           |  |  |              |                  |              |              |              |  |

### Sezione 3
|  | Primo turno | Primo turno          | Primo turno          | Primo turno | Primo turno |  |  | Ultimo turno | Ultimo turno        | Ultimo turno        | Ultimo turno | Ultimo turno |  |
|  |             |                      |                      |             |             |  |  |              |                     |                     |              |              |  |
|  | 3           | Lucija Ćirić Bagarić | Lucija Ćirić Bagarić | 3           | 4           |  |  |              |                     |                     |              |              |  |
|  |             | Alevtina Ibragimova  | Alevtina Ibragimova  | 6           | 6           |  |  |              | Alevtina Ibragimova | Alevtina Ibragimova | 2            | 2            |  |
|  |             | Maria Sara Popa      | Maria Sara Popa      | 4           | 2           |  |  | 9            | Carole Monnet       | Carole Monnet       | 6            | 6            |  |
|  | 9           | Carole Monnet        | Carole Monnet        | 6           | 6           |  |  |              |                     |                     |              |              |  |

### Sezione 4
|  | Primo turno | Primo turno      | Primo turno  | Primo turno | Primo turno |  |  | Ultimo turno | Ultimo turno  | Ultimo turno | Ultimo turno | Ultimo turno |  |
|  |             |                  |              |             |             |  |  |              |               |              |              |              |  |
|  | 4           | Veronika Erjavec | 3            | 6           | 3           |  |  |              |               |              |              |              |  |
|  | WC          | Amarissa Tóth    | 6            | 3           | 6           |  |  | WC           | Amarissa Tóth | 5            | 6            | 3            |  |
|  | WC          | Melinda Bíró     | Melinda Bíró | 4           | 1           |  |  | 11           | Tena Lukas    | 7            | 1            | 1r           |  |
|  | 11          | Tena Lukas       | Tena Lukas   | 6           | 6           |  |  |              |               |              |              |              |  |

### Sezione 5
|  | Primo turno | Primo turno        | Primo turno        | Primo turno | Primo turno |  |  | Ultimo turno | Ultimo turno       | Ultimo turno       | Ultimo turno       | Ultimo turno |  |
|  |             |                    |                    |             |             |  |  |              |                    |                    |                    |              |  |
|  | 5           | Ekaterina Makarova | Ekaterina Makarova | 6           | 6           |  |  |              |                    |                    |                    |              |  |
|  |             | Emily Appleton     | Emily Appleton     | 3           | 2           |  |  | 5            | Ekaterina Makarova | Ekaterina Makarova | Ekaterina Makarova | w/o          |  |
|  |             | Jesika Malečková   | Jesika Malečková   | 4           | 5           |  |  | 7            | Katarina Zavac'ka  | Katarina Zavac'ka  | Katarina Zavac'ka  |              |  |
|  | 7           | Katarina Zavac'ka  | Katarina Zavac'ka  | 6           | 7           |  |  |              |                    |                    |                    |              |  |

### Sezione 6
|  | Primo turno | Primo turno         | Primo turno         | Primo turno | Primo turno |  |  | Ultimo turno | Ultimo turno   | Ultimo turno   | Ultimo turno | Ultimo turno |  |
|  |             |                     |                     |             |             |  |  |              |                |                |              |              |  |
|  | Alt         | Tang Qianhui        | Tang Qianhui        | 7           | 6           |  |  |              |                |                |              |              |  |
|  |             | Amina Anšba         | Amina Anšba         | 64          | 4           |  |  | Alt          | Tang Qianhui   | Tang Qianhui   | 1            | 4            |  |
|  |             | Anastasija Soboleva | Anastasija Soboleva | 4           | 2           |  |  | 12           | Simona Waltert | Simona Waltert | 6            | 6            |  |
|  | 12          | Simona Waltert      | Simona Waltert      | 6           | 6           |  |  |              |                |                |              |              |  |